# アルバ県
アルバ県 （アルバけん、ルーマニア語:Judeţul Alba, ハンガリー語: Fehér）は、ルーマニア・トランシルヴァニア地方の県。県都はアルバ・ユリア。西部はビホル県とアラド県、東部はムレシュ県とビストリツァ＝ナサウド県、北部はサラージュ県とマラムレシュ県、クルージュ県、東部はシビウ県とムレシュ県、南西部はフネドアラ県と接する。

## 人口統計
人口は325,941人（2021年国勢調査）。民族構成は下記の通りである。
- ルーマニア人 - 268,753人
- ロマ人 - 13,041人
- ハンガリー人 - 11,494人
- ドイツ人 - 544人

| 年   | 県人口  |
| ---- | ------- |
| 1948 | 361,062 |
| 1956 | 370,800 |
| 1966 | 382,786 |
| 1977 | 409,634 |
| 1992 | 413,919 |
| 2002 | 382,747 |
| 2011 | 327,224 |
| 2021 | 325,941 |

## 地理
県面積は6,242平方キロメートルで、全体の59％ほどを山地が占める。北西部はアプセニ山脈、南部はパラング山系の北東部に属するシュレアヌ山脈とチンドレル山脈である。東部は、深いが幅の広い谷が広がるトランシルヴァニア高原である。3つの異なる地域は、ムレシュ川の谷で分けられている。
主要河川はムレシュ川とトゥルナヴァ川、セベシュ川、アリエシュ川である。

## 経済
県の主要産業は以下のとおりである。
- 食品製造
- 織物産業
- 林業
- 機械部品製造
- 製紙業と包装資材製造
- 化学工業

県内には鉱物資源が開発されており、金銀銅など金属、塩、建設資材となる大理石、花崗岩を産出する。

## 観光
- アルバ・ユリア
- アプセニ山脈
- クルニク要塞とグルボヴァ城（Gârbova）
- セベシュとアユドの町と教会
- ツァラ・モツィロール（Ţara Moţilor）　-　アプセニ山脈の中にあり、ルーマニア民俗伝承が強い地域

## 行政区画
県は4つの都市、7つの町、65の基礎自治体からなる。 

### 主な都市
- アルバ・ユリア
- アユド（Aiud）
- ブラジ（Braj）
- セベシュ